# Harvard Law School

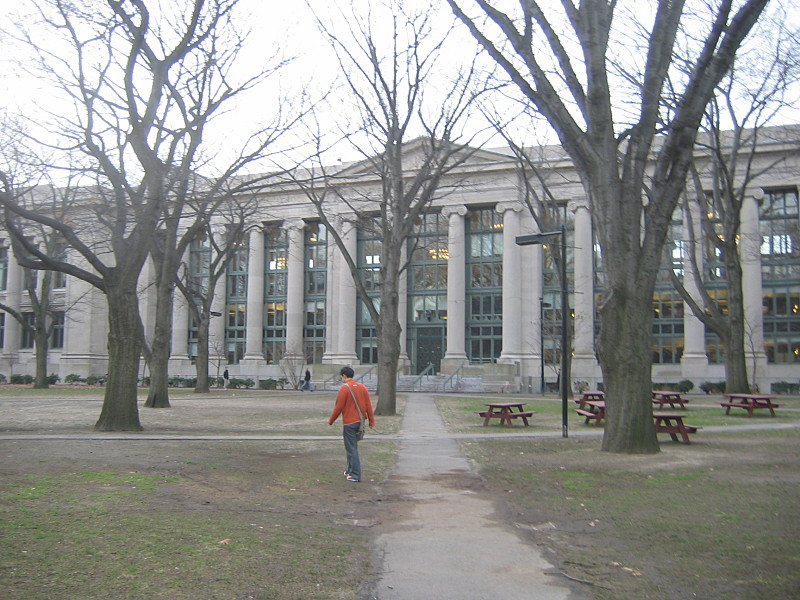
Gebouw van Harvard Law School

Harvard Law School (HLS) is een onderdeel van Harvard University waar de rechtswetenschap wordt onderwezen. De law school van Harvard geldt als een van de meest prestigieuze van de Verenigde Staten en moet alleen de Yale Law School laten voorgaan.

## Programma's
Er zijn verschillende niveaus:
- J.D. → Juris Doctor: deze graad is van belang als men advocaat of jurist wil worden
- LL.M. → Master of Laws: een eenjarig studieprogramma bestemd voor gespecialiseerde juristen
- S.J.D. → Doctor of Juridical Science: deze hoogste graad is bedoeld voor wie een professoraat in de rechten nastreeft

Voor LL.M. en S.J.D. is vereist dat men eerst het J.D.-diploma heeft behaald of een gelijkwaardige buitenlandse studie afgerond. LL.M. en S.J.D. zijn namelijk "Graduate Programs", vervolgprogramma's voor als men zijn diploma heeft behaald als jurist en verder wil studeren.
Net zoals voor de rest van Harvard University geldt, moet men aan veel eisen voldoen om aangenomen te worden voor het J.D.-programma. Men moet de graad van bachelor behaald hebben of binnen een jaar behalen.
Men moet vervolgens eerst een Law School Admissions Test (LSAT) maken. 120 punten is de laagste en 180 punten de hoogste score die men hierbij kan behalen.
Per jaar worden van de 1000 aanmeldingen slechts 100 tot 150 personen aangenomen. Buitenlandse studenten kunnen zich eveneens kandidaat stellen, meestal voor de LL.M., doch zij dienen geen LSAT af te leggen.

## Bibliotheek
De bibliotheek van Harvard Law School heeft een collectie van bijna twee miljoen boeken. Daarmee is zij de grootste bibliotheek van alle law schools in heel New England.